# Sint-Martinus-en-Sint-Antonius-Abtkerk

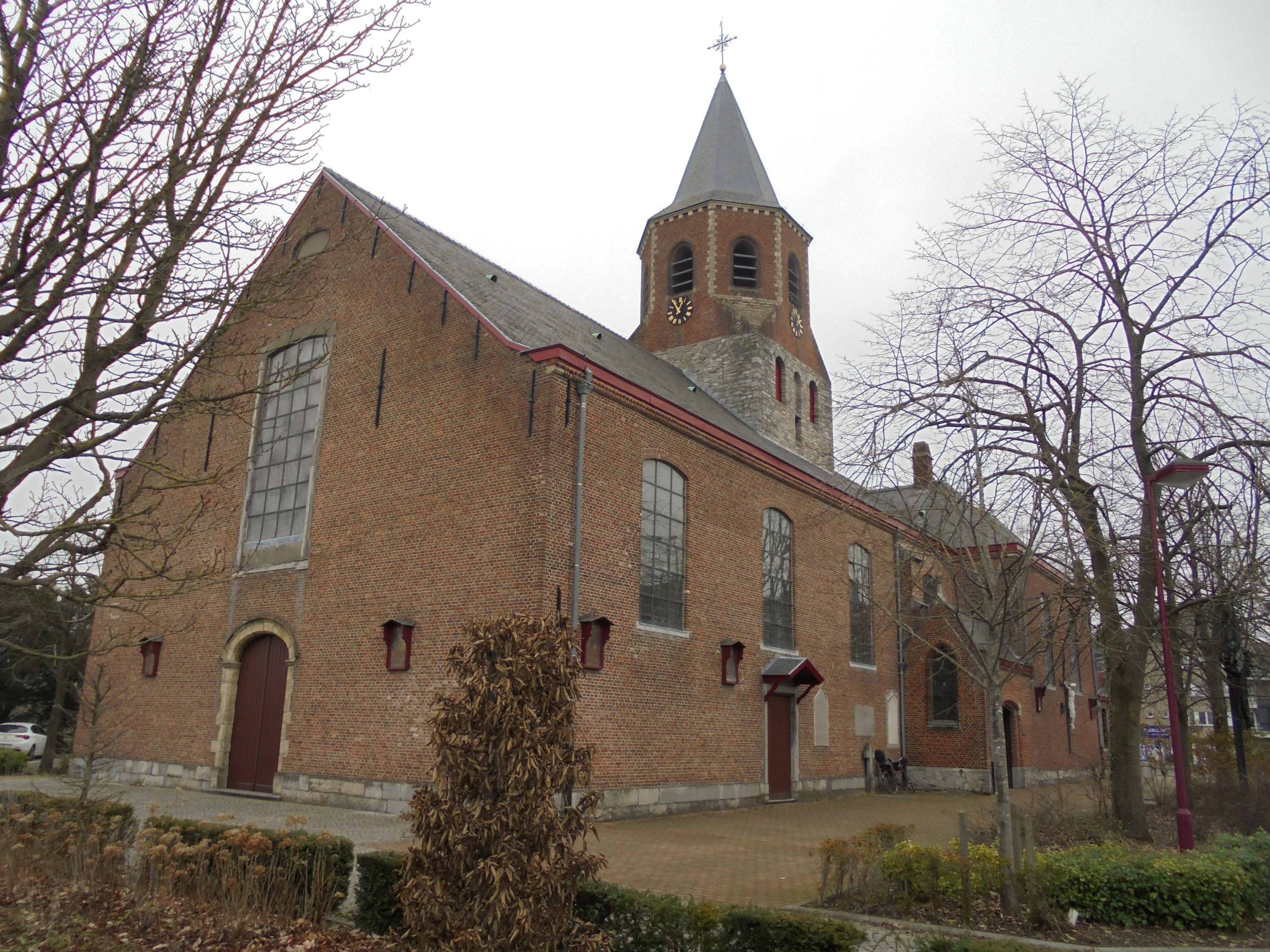
Sint-Martinus-en-Sint-Antonius-Abtkerk

De Sint-Martinus-en-Sint-Antonius-Abtkerk is de oudste parochiekerk van de tot de stad Deinze behorende plaats Petegem-aan-de-Leie, gelegen aan de Kortrijkstraat 65.

## Geschiedenis
De kerk werd al vermeld in 1147 en delen van een 12e-eeuws romaans kerkgebouw zijn nog aanwezig, met name de vierkante onderbouw van de vieringtoren. Voor het overige werd de kerk meerdere malen verbouwd en vergroot. Zo werd in 1616 de achthoekige bakstenen klokkengeleding op de vierkante onderbouw geplaatst. In 1623 werden twee zijaltaren aangebracht. In 1830 werden het schip en het koor gesloopt en vervangen door een bakstenen kerkgebouw. In mei 1940 werd de toren opgeblazen waarbij ook de kerk zwaar beschadigd werd. Van 1950-1957 werd de kerk hersteld.

## Gebouw
Het betreft een bakstenen driebeukige pseudobasiliek onder zadeldak met niet-uitspringend transept. Het koor heeft een vijfzijdige sluiting en wordt geflankeerd door sacristieën. De vieringtoren heeft een vierkante onderbouw en een achtkante, bakstenen, bovenbouw.
De kerk heeft een ommegang die gewijd is aan Sint-Antonius-Abt en bestaat uit zeven muurkapelletjes.

## Interieur
De kerk bezit enkele schilderijen waaronder een Besnijdenis van Jezus (17e eeuw) door de school van Gaspar de Crayer. De biechtstoelen zijn van omstreeks 1780 in Lodewijk XVI-stijl. Het koorgestoelte is 17e-eeuws. De 18e-eeuwse lambrisering is in Lodewijk XVI-stijl en de doopkapel heeft een toegangsdeur in Lodewijk XV-stijl en een 18e-eeuwse doopvont. De preekstoel is van 1896, in neogotische stijl en vervaardigd door Mathias Zens.

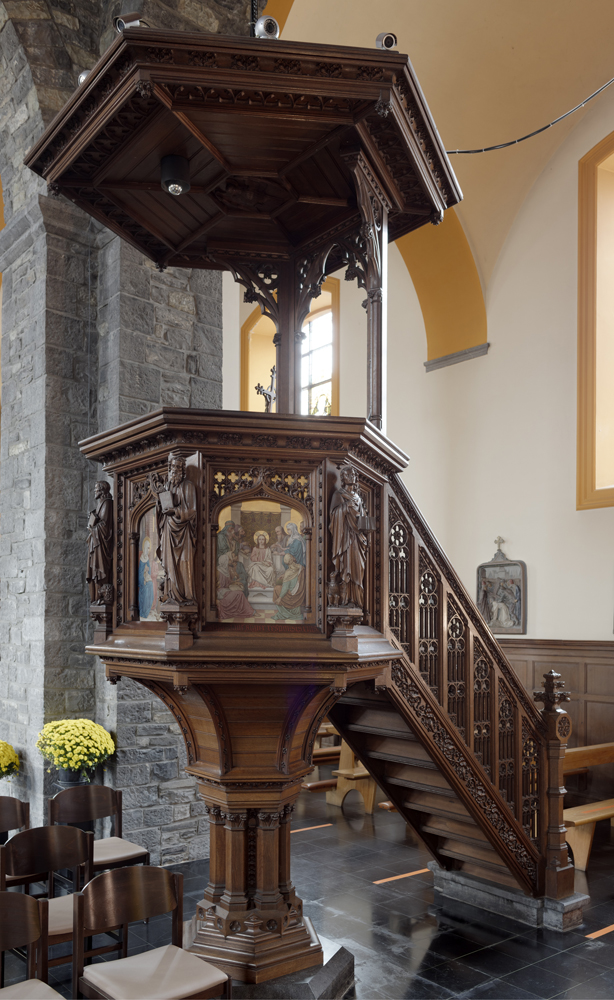
Neogotische preekstoel
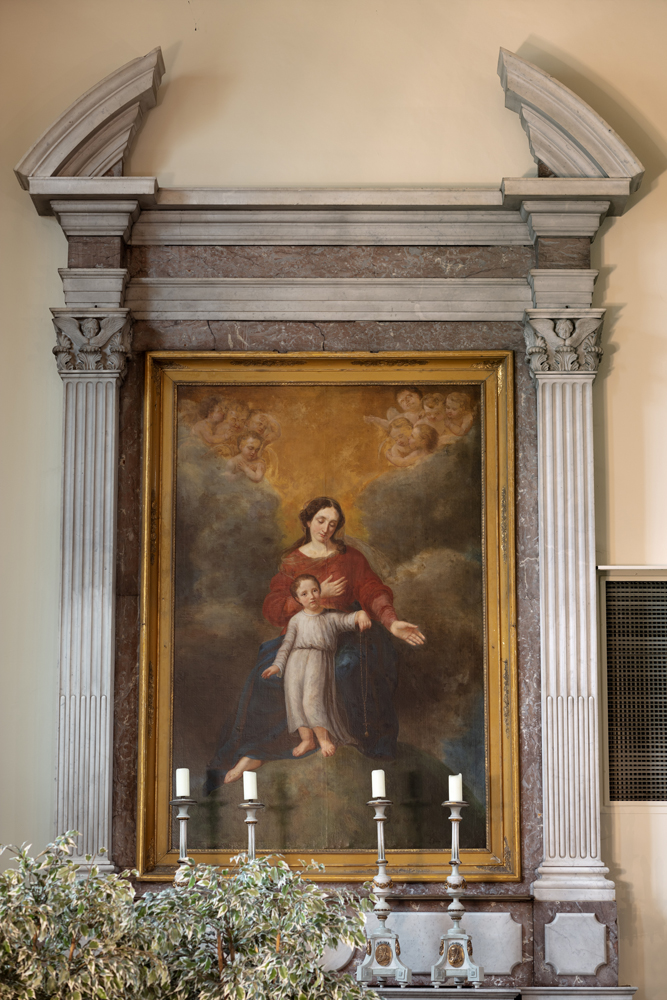
Besnijdenis van Jezus
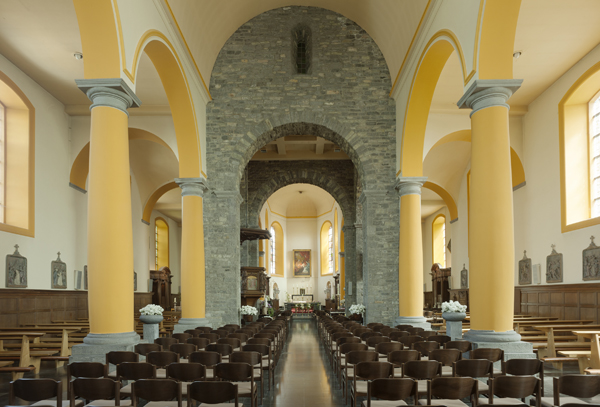
Interieur
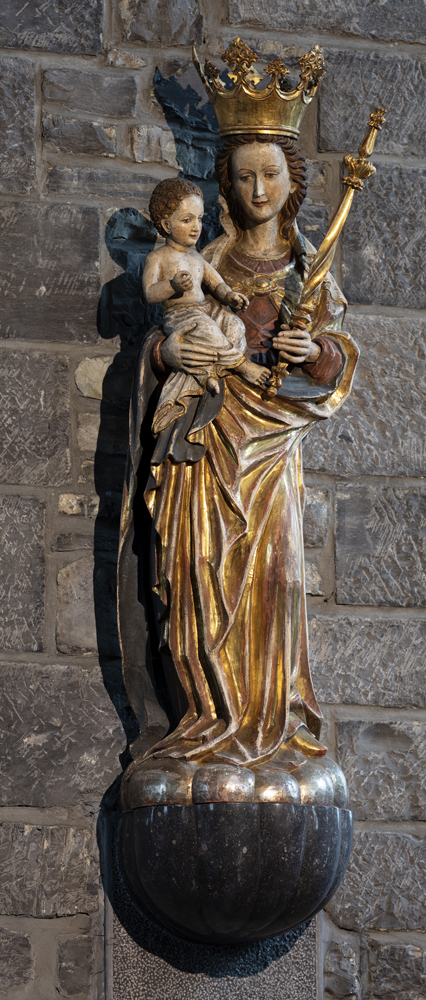
Madonna met kind
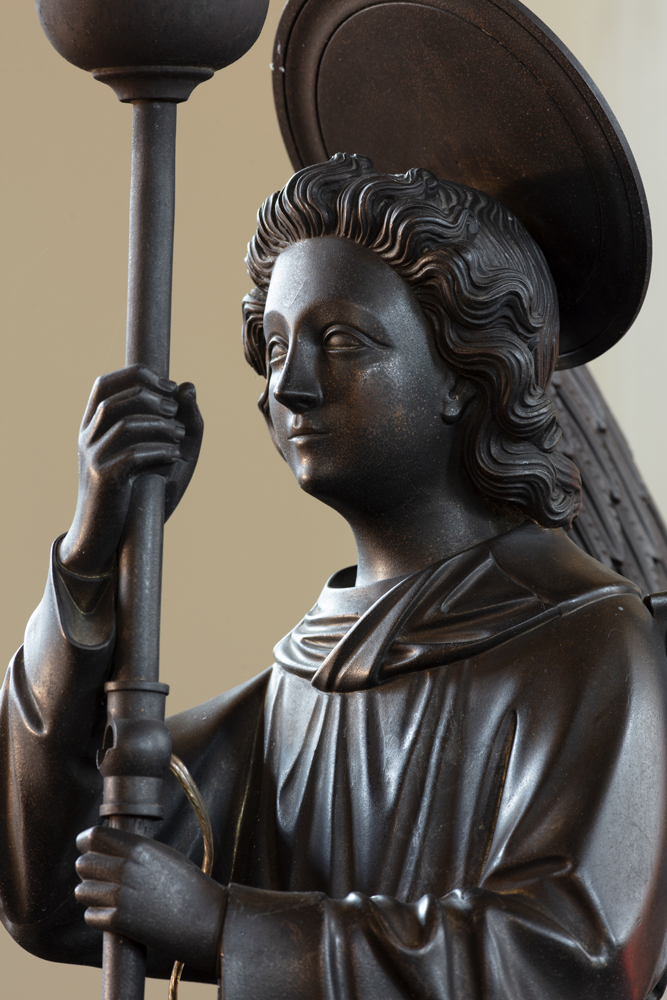
Engel